# William Hood Simpson
William Hood Simpson (Weatherford, 18 mei 1888 – San Antonio, 15 augustus 1980) was een Amerikaans generaal die tijdens de Tweede Wereldoorlog het 9e Leger van de Amerikaanse landmacht aanvoerde. Het 9e Leger vocht voornamelijk aan het Westfront in Noordwest-Europa.
Nadat hij in 1909 de United States Military Academy afgesloten had, werd hij tot de infanterie toegelaten. Vóór de betrokkenheid van de VS in de Eerste Wereldoorlog, diende Simpson in de VS en in de Filipijnen. Hij deed onder meer dienst tijdens de Pancho Villa-expeditie in 1916.
Simpson, die in 1917 tot kapitein werd benoemd, diende tijdens de Eerste Wereldoorlog bij de 33e divisie, waar hij tijdelijke promoties tot majoor en luitenant-kolonel ontving. Ook werd hij benoemd tot stafchef van de divisie.
In de periode tussen de twee wereldoorlogen, vervulde Simpson staffuncties en is hij bij verschillende militaire academies betrokken geweest, zowel als student als leraar. Tussen 1932 en 1936 was hij professor militaire wetenschappen aan Pormona College, in Claremont (Californië). In 1940 werd hij aangewezen als aanvoerder van een infanteriedivisie, gelegerd in Fort Sam Houston, San Antonio, Texas. Voordat de VS bij de Tweede Wereldoorlog betrokken raakte, gaf Simpson leiding aan verschillende divisies (onder andere de 30e Infanteriedivisie) en ontving hij een tijdelijke promotie tot majoor-generaal .
Verschillende promoties volgden, en in mei 1944 trok Simpson met zijn staf naar Engeland om het 9e Leger te organiseren. Op 5 september trad dit leger toe tot de 12e Legergroep van Omar Bradley.
Het 9e Leger nam deel aan de opmars van de geallieerden, en was in november 1944 betrokken bij gevechten rond de Siegfriedlinie. Uiteindelijk werd een doorbrak bereikt, en stootte het leger door in de richting van de Roer, waar ze deelnam aan hevige gevechten. De opmars kwam hier tot stilstand, omdat het leger bedreigd werd door het potentiële doorbreken van de dammen, stroomopwaarts in de Roer. Van oktober 1944 tot maart 1945 was Maastricht, de eerste bevrijde stad van Nederland, de bevoorradingsbasis en het rest center van het 9e Leger.
Na de Slag om de Ardennen trok het 9e Leger samen met de 21e legergroep van Bernard Montgomery richting Duitsland, voor de laatste fase van de oorlog. Als onderdeel van Operatie Plunder stak het leger op 24 maart 1945 de Rijn over. Op 19 april maakte het leger contact met het Eerste Leger, en voltooide daarmee de omsingeling van het Ruhrgebied. Het 9e Leger stak op 12 april als eerste Amerikaanse leger de Elbe over.
Simpson keerde in juni 1945 terug naar de VS. Hij nam deel aan een expeditie naar China in 1945, en leidde daarna het 2e Leger. Hij ging in november 1946 met pensioen, en werd in 1954 benoemd tot generaal.
Generaal William Hood Simpson overleed op 92-jarige leeftijd, en is samen met zijn vrouw begraven op Arlington National Cemetery.

## Militaire loopbaan
- Second Lieutenant, United States Army: 1909
- First Lieutenant, United States Army: 1916[1]
- Captain, United States Army: mei 1917[1]
- Major, United States Army: 21 juni 1920
- Lieutenant Colonel, United States Army: 1 oktober 1934[2]
- Colonel, United States Army: 1 augustus 1938[2]
- Brigadier General, United States Army (AUS): 1 oktober 1940[2]
- Major General, United States Army  (AUS): 29 augustus 1941[2]
- Lieutenant General, United States Army (AUS): 13 oktober 1943[2]
- Brigadier General, United States Army: 1 februari 1944[2]
- Major General, United States Army: 11 april 1946[2]
- Lieutenant General, United States Army: 30 november 1946[2]
- General, United States Army: 4 augustus 1954[1]

## Eerbewijzen

### Decoraties
- Army Distinguished Service Medal
- Silver Star
- Legioen van Verdienste
- Ridder in het Legioen van Eer
- Croix de guerre
- Europa-Afrika-Midden Oosten Campagne Medaille met vier bronzen Service Sterren
- Ridder Commandeur in de Orde van het Britse Rijk
- Filipijnse Campagne Medaille
- Mexicaanse Service Medaille
- Overwinningsmedaille met twee veldslagen gespen
- Bezettingsmedaille voor het Leger met "DUITSLAND" gesp
- Amerikaanse Defensie Service Medaille
- Amerikaanse Campagne Medaille
- Azië-Pacifische Oceaan Campagne Medaille
- World War II Victory Medal

### Vernoemingen
- In de Maastrichtse wijk Wyckerpoort werd in 1949 de Generaal Simpsonstraat naar hem vernoemd.[3]